# Crella novaezealandiae
Crella novaezealandiae är en svampdjursart som först beskrevs av Patricia R. Bergquist och Fromont 1988.  Crella novaezealandiae ingår i släktet Crella och familjen Crellidae. Inga underarter finns listade i Catalogue of Life.